# چارلز امان
چارلز امان (انگلیسی: Charles Aman; ۲۵ سپتامبر ۱۸۸۷ – ۹ ژانویهٔ ۱۹۳۶) قایقران روئینگ اهل ایالات متحده آمریکا بود.